# Linha Hibiya (Metro de Tóquio)
A Linha Hibiya (東京地下鉄日比谷線 Tōkyō Chikatetsu Hibiya-sen) é uma linha do Metrô de Tóquio, no Japão, operada pela rede Tokyo Metro. Ela conecta a estação de Naka-Meguro à estação de Kita-Senju. Com uma extensão de 20,3 km, ela atravessa Tóquio do sudoeste ao nordeste passando pelos distritos de Meguro, Shibuya, Minato, Chiyoda, Chūō, Taitō, Arakawa e Adachi. É também conhecida como Linha 2. Nos mapas, a linha é de cor cinza e identificada pela letra H.

## História
A primeira seção da linha Hibiya foi aberta em 28 de março de 1961 entre Minami-Senju e Naka-Okachimachi. Em maio de 1962, a linha é estendida entre Kita-Senju de um lado e Ningyōchō de outro lado. Em março de 1964, o trecho Naka-Meguro - Kasumigaseki entra em serviço. O último segmento entre Higashi-Ginza e Kasumigaseki foi inaugurado em 29 de agosto de 1964, poucas semanas antes dos Jogos Olímpicos de Verão de 1964.
Em 20 de março de 1995, a linha é afetada pelo ataque com gás sarin ao Metrô de Tóquio.
Em 8 de março de 2000, um descarrilamento na estação em Naka-Meguro seguida de uma colisão com um trem vindo na direção oposta fez 5 mortos e 63 feridos.

## Interconexões
A linha Hibiya é interconectada a Kita-Senju com a linha Isesaki da companhia Tōbu. De 1964 a 2013, a linha foi também interconectada com a linha Tōyoko da companhia Tōkyū (esta última sendo agora ligada à linha Fukutoshin).

## Estações
A linha possui 21 estações, identificadas de H-01 a H-21.
| Número | Estação          | Nome japonês | Distância (km) | Correspondências | Distrito |
| ------ | ---------------- | ------------ | -------------- | --- | -------- |
| H-01   | Naka-Meguro      | 中目黒       | 0              | Tōkyū : Tōyoko | Meguro   |
| H-02   | Ebisu            | 恵比寿       | 1,0            | JR East : Saikyō, Shōnan-Shinjuku, Yamanote | Shibuya  |
| H-03   | Hiroo            | 広尾         | 2,5            | | Minato   |
| H-04   | Roppongi         | 六本木       | 4,2            | Toei : Oedo | Minato   |
| H-05   | Kamiyachō        | 神谷町       | 5,7            | | Minato   |
| H-06   | Kasumigaseki     | 霞ケ関       | 7,0            | Tokyo Metro : Chiyoda, Marunouchi | Chiyoda  |
| H-07   | Hibiya           | 日比谷       | 8,2            | Tokyo Metro : Chiyoda, Yurakucho (a Yurakucho) Toei : Mita JR East : Keihin-Tōhoku (a Yurakucho), Yamanote (a Yurakucho)                                    | Chiyoda  |
| H-08   | Ginza            | 銀座         | 8,6            | Tokyo Metro : Ginza, Marunouchi | Chuo     |
| H-09   | Higashi-Ginza    | 東銀座       | 9,0            | Toei : Asakusa | Chuo     |
| H-10   | Tsukiji          | 築地         | 9,6            | | Chuo     |
| H-11   | Hatchōbori       | 八丁堀       | 10,6           | JR East : Keiyō | Chuo     |
| H-12   | Kayabachō        | 茅場町       | 11,1           | Tokyo Metro : Tozai | Chuo     |
| H-13   | Ningyōchō        | 人形町       | 12,0           | Toei : Asakusa | Chuo     |
| H-14   | Kodemmachō       | 小伝馬町     | 12,6           | | Chuo     |
| H-15   | Akihabara        | 秋葉原       | 13,5           | JR East : Chūō-Sōbu, Keihin-Tōhoku, Yamanote Tsukuba Express                                                                                                | Chiyoda  |
| H-16   | Naka-Okachimachi | 仲御徒町     | 14,5           | Tokyo Metro : Ginza (a Ueno-Hirokōji) Toei : Oedo (a Ueno-Okachimachi) JR East : Keihin-Tōhoku (a Okachimachi), Yamanote (a Okachimachi)                    | Taito    |
| H-17   | Ueno             | 上野         | 15,0           | Tokyo Metro : Ginza JR East Shinkansen : Akita, Jōetsu, Nagano, Tōhoku, Yamagata JR East : Jōban, Keihin-Tōhoku, Takasaki, Tōhoku, Yamanote Keisei : Keisei | Taito    |
| H-18   | Iriya            | 入谷         | 16,2           | | Taito    |
| H-19   | Minowa           | 三ノ輪       | 17,4           | Toei : Toden Arakawa (a Minowabashi) | Taito    |
| H-20   | Minami-Senju     | 南千住       | 18,2           | JR East : Jōban Tsukuba Express | Arakawa  |
| H-21   | Kita-Senju       | 北千住       | 20,3           | Tokyo Metro : Chiyoda JR East : Jōban Tōbu : Isesaki (interconexão) Tsukuba Express                                                                         | Adachi   |